# Gemma Atkinson
Gemma Louise Atkinson (Bury, Gran Mánchester, 15 de noviembre de 1984) es una actriz, figura de televisión y modelo británica conocida principalmente por haber interpretado a Lisa Hunter en Hollyoaks.

## Biografía
Atkinson cursó su secundaria en el Castlebrook High School antes de convertirse en modelo.

## Vida personal
En el 2006 comenzó a salir con el futbolista Marcus Bent, la pareja terminó en el 2007 sin embargo regresaron en noviembre del mismo año, la pareja se comprometió en el 2008, sin embargo se separaron.
Gemma comenzó a salir con Liam Richards de Britain's Got Talent, sin embargo la relación terminó en el 2013.
En diciembre del 2013 comenzó a salir con el exjugador de rugby y entrenador profesional Olly Foster, sin embargo la relación terminó.
Actualmente Gemma sale con el bailarín profesional Gorka Márquez, el 1 de febrero del 2019 anunció en su Instagram que estaban esperando a su primera hija. El 4 de julio del 2019 la pareja le dio la bienvenida a Mia Louise Márquez. El 21 de enero del 2023, también por su cuenta de Instagram, anunció que estaban esperando a su segundo hijo, un niño llamado Thiago que nació el 19 de julio de ese mismo año.

## Faceta como actriz
Atkinson alcanzó la fama con el papel de Lisa Hunter en la novela juvenil del Canal 4 Hollyoaks. Atkinson y Marcus Patric (quien interpretó a Ben Davies) aparecieron también en una secuela llamada Hollyoaks: Let Loose para el canal E4, en la que sus personajes inician una nueva vida juntos en Chester. Esta ha sido seguida por Hollyoaks: In the City, también transmitida por E4.
Otros papeles para televisión incluyeron la actuación como ella misma en el piloto de Plus One, parte de la serie de piloto Comedy Showcase en october de 2009. En abril de 2009 ella terminó de grabar un episodio de The Bill. Su papel como Ria Crossley, la novia de un traficante.
En cine, Atkinson apareció en el filme independiente británico Boogie Woogie, que fue estrenada en el Edinburgh International Film Festival en junio de 2009. Ella terminó de grabar una película de terror llamada 13Hrs (sic)
En teatro, Atkinson apareció en Peter Pan en el teatro Manchester Opera House en diciembre de 2008. Ella tuvo el papel principal por encima de John Thomson quien interpretó al Capitán Garfio. Gemma actualmente se presenta en una producción de Tim Firth llamada Calendar Girls en el teatro Noel Coward, entre julio 28 y octubre 17 donde actuó como Elaine.
Atkinson hizo su debut en videojuegos al aparecer en Command & Conquer: Red Alert 3 (2008) en el papel de la teniente Eva McKenna, participó en la secuela Command & Conquer Red Alert 3: Uprising (2009). También estuvo presente en el evento de Electronic Arts "Be The One" en Trafalgar Square el 29 de octubre de 2008, que formó parte del London Games Festival.
Atkinson también actuó en el video musical de Goldie Lookin Chain "R'n'B" y apareció en la portada del disco.
En el 2011 se unió como personaje recurrente en la serie Casualty donde interpretó a la paramédica Tamzin Bayle, hasta el 2012. El 24 de mayo de 2014 regresó nuevamente a la serie y su última aparición fue el 11 de octubre del mismo año, luego de que su personaje decidiera irse luego de que su prometido Jeff Collier, muriera durante un accidente.
En el 2015 se unió al elenco principal de la serie Emmerdale Farm donde interpretó a Carly Hope, la hija de Bob Hope (Tony Audenshaw), hasta el 2 de junio de 2017 después de que su personaje decidiera irse de Emmerdale para iniciar una nueva vida con su exnovio Matt.

## Modelaje
Iniciando el 2006, Atkinson se practicó una cirugía de aumento de busto, con lo que su talla de sujetador pasó a 34E. Ella dijo en una entrevista que por una estricta dieta había perdido peso así como su busto se había reducido, por lo que con la cirugía sólo buscaba la forma que originalmente tenía.
Desde que inició su carrera simultánea como modelo, Atkinson ha aparecido en sensuales sesiones fotográficas en ropa interior y vestido de baño para revistas masculinas como Arena, FHM, Loaded, Maxim, Zoo y Nuts. En octubre de 2006, apareció simultáneamente en tres de las mencionadas revistas, convirtiéndose en una de las más prolíficas celebridades del Reino Unido. También ha lanzado calendarios anualmente desde el 2006, de los cuales en los años 2008 y 2009 la sesión fotográfica fue en Tailandia.
Desde 2006, ha aparecido ininterrumpidamente en las 100 mujeres más sexis de la revista FHM, debutando en el número 32 en 2006; continuando su aparición en la portada de FHM, subió al puesto 23 en el 2007; subiendo al 18 en el 2008 y cayendo al puesto 81 en 2009. Fue catalogada en el número 46 de las 99 mujeres más sexis del 2000 para AskMen.com.

### Modelo promocional
Gemma ha emprendido una amplia gama de actividades de promoción; fue la cara femenina del Gran Premio de Gran Bretaña de 2007 y trabajado para la campaña On Yer Bike London como antesala al Tour De France.
También ha modelado para marcas de ropa interior, incluyendo la imagen de La Senza y Ultimo Lingerie. Abrió una tienda de Ultimo stores dentro de Debenhams cerca a Londres, Belfast y Glasgow.

## Labor de caridad
En septiembre del 2007 Atkinson organizó una carrera de caridad de 5 km para crear conciencia sobre el cáncer de mama.
Se embarcó incluso en una caminata de 228km a lo largo de la Gran Muralla China en abril de 2008 como parte de un evento de caridad organizado a partir de las labores de conscientización sobre el cáncer de mama por parte de Olivia Newton-John. Se unieron a su sección las celebridades Marcus Patric y Ant and Dec, entre otros. La marcha se hizo con la intención de simbolizar el camino (proceso) que los pacientes con cáncer deben seguir para su recuperación.
Atkinson visitó el show Home and Garden en Chester Racecourse el 5 de julio de 2008 para revelar el diseño de una habitación que ingenió con Arighi Bianchi (propietario de una tienda de muebles), la cual estaría adaptada para cooperar con el Teenage Cancer Trust. Dicho diseño será aplicado en la unidad del TCT del Hospital Christie de Mánchester. Más tarde su diseño ganó el primer premio y ganó un trofeo por sus esfuerzos, además de que Gemma fue invitada a convertirse en una embajadora del movimiento de caridad del Teenage Cancer Trust.
El 8 de enero de 2009 Atkinson fue a Spinningfields en Mánchester para ayudar a arrancar la Gran Carrera de Mánchester, una carrera de caridad de 10 km que tiene lugar el 17 de mayo de 2009. Al lanzamiento también se unieron el cantante Russell Watson, y los actores Anthony Cotton y Britt Ekland. Gemma corrió para reunir fondos para la iniciativa del New Children's Hospital. Terminó la carrera de 10 km en una hora con seis minutos.

## Filmografía

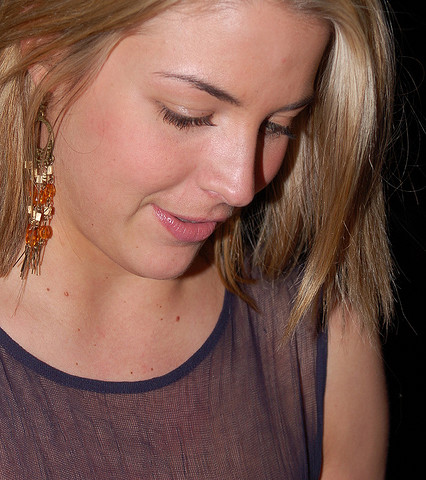
Gemma en el estreno de "Marley & Me" en el 2009.

### Series de televisión
| Año              | Título                 | Personaje        | Notas                  |
| ---------------- | ---------------------- | ---------------- | ---------------------- |
| 2015 - 2017      | Emmerdale Farm         | Carly Hope       | 247 episodios          |
| 2011, 2012, 2014 | Casualty               | Tamzin Bayle     | 38 episodios           |
| 2013             | Law & Order: UK        | Becky Bryson     | episodio "Paternal"    |
| 2012             | The Hamster Wheel      | Elenco Adicional | 5 episodios            |
| 2011             | Waterloo Road          | Mandy            | episodio # 7.4         |
| 2009             | The Bill               | Ria Crossley     | episodio "In the Know" |
| 2006             | Hollyoaks: In the City | Lisa Hunter      | 20 episodios           |
| 2005             | Hollyoaks: Let Loose   | Lisa Hunter      | 13 episodios           |
| 2001 - 2005      | Hollyoaks              | Lisa Hunter      | 110 episodios          |
| 2004             | Hollyoaks: After Hours | Lisa Hunter      | tv serie               |

### Películas
| Año  | Título                    | Personaje        | Notas                                                              |
| ---- | ------------------------- | ---------------- | ------------------------------------------------------------------ |
| 2009 | 'Boogie Woogie            | Charlotte Bailey | junto a Gillian Anderson, Alan Cumming, Danny Huston y Jack Huston |
| 2010 | The Sweep Shop            | Katie Powell     | junto a Susan Hoecke y James Alexander                             |
| 2010 | 13Hrs                     | Emily            | corto - junto a Tom Felton, Isabella Calthorpe y Joshua Bowman     |
| 2010 | Baseline                  | Karen            | junto a Jamie Foreman, Dexter Fletcher y Gordon Alexander          |
| 2010 | Black Book                | Genie Collins    | junto a Jo Price y Aidan Feore                                     |
| 2011 | Airborne                  | Harriett         | junto a Mark Hamill, Billy Murray y Julian Glover                  |
| 2011 | How to Stop Being a Loser | Hannah           | junto a Keeley Hazell y Richard E. Grant                           |
| 2013 | El Paso del Diablo        | Denise Evers     | junto a Matt Stokoe, y Holly Goss                                  |

### Videojuegos
| Año  | Título                                  | Personaje       | Notas                           |
| ---- | --------------------------------------- | --------------- | ------------------------------- |
| 2008 | Command & Conquer: Red Alert 3          | Lt. Eva McKenna | prestó su voz para el personaje |
| 2009 | Command & Conquer: Red Alert 3-Uprising | Lt. Eva McKenna | prestó su voz para el personaje |

## Premios y nominaciones
| Año  | Categoría          | Premio                    | Serie          | Resultado |
| ---- | ------------------ | ------------------------- | -------------- | --------- |
| 2016 | Sexiest Female     | Inside Soap Award         | Emmerdale Farm | Nominada  |
| 2016 | Best Soap Newcomer | TV Choice Award           | Emmerdale Farm | Nominada  |
| 2016 | Best Newcomer      | National Television Award | Emmerdale Farm | Nominada  |